# ویلی آکرمن
ویلی آکرمن (انگلیسی: Willie Ackerman; ۱ مهٔ ۱۹۳۹ – ۱۳ دسامبر ۲۰۱۲) طبل‌زن اهل ایالات متحده آمریکا بود.